# Llista de topònims de Fornells de la Selva
Llista de topònims (noms propis de lloc) del municipi de Fornells de la Selva, al Gironès
Informació actualitzada per un bot. Els canvis manuals es perdran quan s'actualitzi!

## casa
| imatge | Nom         | Ubicat a             | instància de | Detalls                                  | coordenades                                                                       | Protecció                                  | Commons (més fotos)                | Dades a WD                    |
| ------ | ----------- | -------------------- | ------------ | ---------------------------------------- | --------------------------------------------------------------------------------- | ------------------------------------------ | ---------------------------------- | ----------------------------- |
|        | Ca l'Eloi   | Fornells de la Selva | casa         | Estil: arquitectura popular              | 41° 55′ 56″ N, 2° 48′ 45″ E / 41.932291°N,2.812434°E ca:C. Sant Cugat 98 msnm     | bé integrant del patrimoni cultural català | Ca l'Eloi (Fornells de la Selva)   | Modifica les dades a Wikidata |
|        | Cal Vermell | Fornells de la Selva | casa         | Estil: arquitectura popular 18th century | 41° 55′ 53″ N, 2° 48′ 45″ E / 41.931449°N,2.812485°E ca:Pl. Catalunya 100 msnm    | bé integrant del patrimoni cultural català | Cal Vermell (Fornells de la Selva) | Modifica les dades a Wikidata |
|        | Can Goi     | Fornells de la Selva | casa         | Estil: arquitectura popular              | 41° 55′ 54″ N, 2° 48′ 44″ E / 41.931538°N,2.812213°E                              | bé integrant del patrimoni cultural català |                                    | Modifica les dades a Wikidata |
|        | Can Puig    | Fornells de la Selva | casa         | Estil: arquitectura popular 18th century | 41° 55′ 55″ N, 2° 48′ 45″ E / 41.931926°N,2.812471°E ca:C. Sant Cugat, 6 100 msnm | bé integrant del patrimoni cultural català | Can Puig (Fornells de la Selva)    | Modifica les dades a Wikidata |

## entitat singular de població
| imatge | Nom                  | Ubicat a             | instància de                                                                   | Detalls  | coordenades                                                                  | Protecció | Commons (més fotos) | Dades a WD                    |
| ------ | -------------------- | -------------------- | ------------------------------------------------------------------------------ | -------- | ---------------------------------------------------------------------------- | --------- | ------------------- | ----------------------------- |
|        | Fornells de la Selva | Fornells de la Selva | entitat singular de població ens local històric de Catalunya capital municipal | 2292 hab | 41° 55′ 54″ N, 2° 48′ 33″ E / 41.93159°N,2.80907°E 101 msnm                  |           |                     | Modifica les dades a Wikidata |
|        | Fornells-Parc        | Fornells de la Selva | entitat singular de població                                                   | 248 hab  | 41° 56′ 35″ N, 2° 48′ 25″ E / 41.942925°N,2.80703056°E 111 msnm              |           |                     | Modifica les dades a Wikidata |
|        | el Mas Cases         | Fornells de la Selva | entitat singular de població                                                   | 28 hab   | 41° 56′ 30″ N, 2° 48′ 34″ E / 41.941617°N,2.809399°E 127 msnm                |           |                     | Modifica les dades a Wikidata |
|        | el Mas Serra         | Fornells de la Selva | entitat singular de població                                                   | 31 hab   | 41° 55′ 25″ N, 2° 47′ 51″ E / 41.9235325535864°N,2.79756796397391°E 116 msnm |           |                     | Modifica les dades a Wikidata |
|        | la Barceloneta       | Fornells de la Selva | entitat singular de població                                                   | 108 hab  | 41° 55′ 37″ N, 2° 50′ 09″ E / 41.926833333333°N,2.8359166666667°E 123 msnm   |           |                     | Modifica les dades a Wikidata |
|        | la Selva             | Fornells de la Selva | entitat singular de població                                                   | 73 hab   | 41° 56′ 12″ N, 2° 48′ 19″ E / 41.9367588292689°N,2.80528251064716°E 117 msnm |           |                     | Modifica les dades a Wikidata |

## església
| imatge | Nom                                 | Ubicat a             | instància de | Detalls                                                 | coordenades                                                      | Protecció                                  | Commons (més fotos)                 | Dades a WD                    |
| ------ | ----------------------------------- | -------------------- | ------------ | ------------------------------------------------------- | ---------------------------------------------------------------- | ------------------------------------------ | ----------------------------------- | ----------------------------- |
|        | Sant Cugat de Fornells de la Selva  | Fornells de la Selva | església     | Estil: arquitectura gòtica arquitectura del Renaixement | 41° 55′ 53″ N, 2° 48′ 46″ E / 41.931305°N,2.812648°E 100 msnm    | bé integrant del patrimoni cultural català | Sant Cugat de Fornells de la Selva  | Modifica les dades a Wikidata |
|        | Santa Maria del Castell de Fornells | Fornells de la Selva | església     | Estil: arquitectura popular                             | 41° 55′ 34″ N, 2° 48′ 10″ E / 41.926111111111°N,2.8027°E 96 msnm | bé integrant del patrimoni cultural català | Santa Maria del Castell de Fornells | Modifica les dades a Wikidata |

## jaciment arqueològic
| imatge | Nom                       | Ubicat a                       | instància de         | Detalls | coordenades                                                                     | Protecció                                  | Commons (més fotos) | Dades a WD                    |
| ------ | ------------------------- | ------------------------------ | -------------------- | ------- | ------------------------------------------------------------------------------- | ------------------------------------------ | ------------------- | ----------------------------- |
|        | Camps d'en Nadal          | Fornells de la Selva Aiguaviva | jaciment arqueològic |         | 41° 56′ 10″ N, 2° 47′ 37″ E / 41.935993°N,2.793579°E                            | bé integrant del patrimoni cultural català |                     | Modifica les dades a Wikidata |
|        | jaciment de Fornells Park | Fornells de la Selva           | jaciment arqueològic |         | 41° 56′ 32″ N, 2° 48′ 25″ E / 41.94210277777778°N,2.8069194444444445°E 110 msnm | bé integrant del patrimoni cultural català |                     | Modifica les dades a Wikidata |

## masia
| imatge | Nom                  | Ubicat a             | instància de     | Detalls                                                             | coordenades                                                                        | Protecció                                            | Commons (més fotos)            | Dades a WD                    |
| ------ | -------------------- | -------------------- | ---------------- | ------------------------------------------------------------------- | ---------------------------------------------------------------------------------- | ---------------------------------------------------- | ------------------------------ | ----------------------------- |
|        | Ca l'Astorga         | Fornells de la Selva | masia            |                                                                     | 41° 55′ 20″ N, 2° 48′ 40″ E / 41.9220967180056°N,2.811224443585°E                  |                                                      |                                | Modifica les dades a Wikidata |
|        | Ca l'Escolà          | Fornells de la Selva | masia            |                                                                     | 41° 55′ 26″ N, 2° 49′ 51″ E / 41.9238027323654°N,2.83096219350267°E                |                                                      |                                | Modifica les dades a Wikidata |
|        | Ca l'Estraquet       | Fornells de la Selva | masia            |                                                                     | 41° 55′ 14″ N, 2° 48′ 05″ E / 41.9204679118681°N,2.80138851917483°E                |                                                      |                                | Modifica les dades a Wikidata |
|        | Ca la Roseta         | Fornells de la Selva | masia            |                                                                     | 41° 56′ 27″ N, 2° 48′ 38″ E / 41.9409286901541°N,2.81050541315478°E                |                                                      |                                | Modifica les dades a Wikidata |
|        | Ca n'Amargant        | Fornells de la Selva | masia            |                                                                     | 41° 55′ 13″ N, 2° 49′ 11″ E / 41.9203001004856°N,2.81978005295513°E                |                                                      |                                | Modifica les dades a Wikidata |
|        | Ca n'Amic            | Fornells de la Selva | masia            |                                                                     | 41° 56′ 15″ N, 2° 48′ 05″ E / 41.9374458812232°N,2.80150472981556°E                |                                                      |                                | Modifica les dades a Wikidata |
|        | Cal Gravat           | Fornells de la Selva | masia            |                                                                     | 41° 55′ 07″ N, 2° 47′ 58″ E / 41.9187083704548°N,2.79953683054357°E                |                                                      |                                | Modifica les dades a Wikidata |
|        | Cal Petit            | Fornells de la Selva | masia            |                                                                     | 41° 55′ 27″ N, 2° 49′ 45″ E / 41.9242324147513°N,2.82917611676818°E                |                                                      |                                | Modifica les dades a Wikidata |
|        | Cal Rellotger        | Fornells de la Selva | masia            |                                                                     | 41° 55′ 28″ N, 2° 49′ 41″ E / 41.9243659321577°N,2.82811444120695°E                |                                                      |                                | Modifica les dades a Wikidata |
|        | Cal Terrat           | Fornells de la Selva | masia            |                                                                     | 41° 55′ 46″ N, 2° 48′ 44″ E / 41.9294748761129°N,2.81220378916084°E                |                                                      |                                | Modifica les dades a Wikidata |
|        | Can Benet Nou        | Fornells de la Selva | masia            |                                                                     | 41° 55′ 29″ N, 2° 47′ 32″ E / 41.9247568012411°N,2.79214892111309°E                |                                                      |                                | Modifica les dades a Wikidata |
|        | Can Boscdemont       | Fornells de la Selva | masia            |                                                                     | 41° 56′ 14″ N, 2° 48′ 11″ E / 41.9373314321308°N,2.80303707155358°E                |                                                      |                                | Modifica les dades a Wikidata |
|        | Can Bosquets         | Fornells de la Selva | masia            |                                                                     | 41° 55′ 58″ N, 2° 48′ 25″ E / 41.9329158725022°N,2.80701907339759°E                |                                                      |                                | Modifica les dades a Wikidata |
|        | Can Carbonara        | Fornells de la Selva | masia            |                                                                     | 41° 55′ 00″ N, 2° 47′ 50″ E / 41.916551906805°N,2.79734884580392°E                 |                                                      |                                | Modifica les dades a Wikidata |
|        | Can Civils           | Fornells de la Selva | masia            | Estil: arquitectura popular                                         | 41° 55′ 15″ N, 2° 49′ 13″ E / 41.9207510807025°N,2.82018881605441°E 101 msnm       | bé integrant del patrimoni cultural català           |                                | Modifica les dades a Wikidata |
|        | Can Creuet           | Fornells de la Selva | masia            |                                                                     | 41° 56′ 21″ N, 2° 48′ 50″ E / 41.9393041365985°N,2.81397237870602°E                |                                                      |                                | Modifica les dades a Wikidata |
|        | Can Cristòfol        | Fornells de la Selva | masia            |                                                                     | 41° 55′ 36″ N, 2° 47′ 42″ E / 41.9266531153561°N,2.79486852397118°E 119 msnm       |                                                      |                                | Modifica les dades a Wikidata |
|        | Can Dellonder        | Fornells de la Selva | masia            | Estil: arquitectura popular 17th century                            | 41° 56′ 01″ N, 2° 48′ 48″ E / 41.933706°N,2.813241°E ca:C. Sant Cugat 93 msnm      | bé integrant del patrimoni cultural català           | Can Dellonder                  | Modifica les dades a Wikidata |
|        | Can Ferrandis        | Fornells de la Selva | masia            | Estil: arquitectura popular                                         | 41° 55′ 35″ N, 2° 49′ 44″ E / 41.926489°N,2.828751°E 112 msnm                      | bé integrant del patrimoni cultural català           |                                | Modifica les dades a Wikidata |
|        | Can Fèlix            | Fornells de la Selva | masia            |                                                                     | 41° 56′ 05″ N, 2° 48′ 31″ E / 41.9346207676012°N,2.80858204320734°E                |                                                      |                                | Modifica les dades a Wikidata |
|        | Can Garrido          | Fornells de la Selva | masia            |                                                                     | 41° 56′ 15″ N, 2° 47′ 50″ E / 41.9374562626349°N,2.79713792356327°E                |                                                      |                                | Modifica les dades a Wikidata |
|        | Can Gornal           | Fornells de la Selva | masia            |                                                                     | 41° 55′ 58″ N, 2° 50′ 15″ E / 41.9328729708311°N,2.83748794065132°E                |                                                      |                                | Modifica les dades a Wikidata |
|        | Can Grau             | Fornells de la Selva | masia            |                                                                     | 41° 55′ 22″ N, 2° 48′ 50″ E / 41.9228845771044°N,2.81383917770531°E                |                                                      |                                | Modifica les dades a Wikidata |
|        | Can Gri de la Canya  | Fornells de la Selva | masia            |                                                                     | 41° 56′ 42″ N, 2° 48′ 11″ E / 41.9450591660271°N,2.80300122421512°E                |                                                      |                                | Modifica les dades a Wikidata |
|        | Can Jepet            | Fornells de la Selva | masia            |                                                                     | 41° 55′ 41″ N, 2° 48′ 21″ E / 41.9280323161256°N,2.80590004537995°E                |                                                      |                                | Modifica les dades a Wikidata |
|        | Can Lleonard         | Fornells de la Selva | masia            |                                                                     | 41° 55′ 24″ N, 2° 50′ 00″ E / 41.9233290400736°N,2.83347197638721°E                |                                                      |                                | Modifica les dades a Wikidata |
|        | Can Mai              | Fornells de la Selva | masia            | Estil: arquitectura popular                                         | 41° 55′ 19″ N, 2° 49′ 02″ E / 41.921986°N,2.817282°E                               | bé integrant del patrimoni cultural català           |                                | Modifica les dades a Wikidata |
|        | Can Mal-ric          | Fornells de la Selva | masia            |                                                                     | 41° 55′ 11″ N, 2° 49′ 26″ E / 41.9196852186043°N,2.82402675028612°E                |                                                      |                                | Modifica les dades a Wikidata |
|        | Can Mallorquí        | Fornells de la Selva | masia            |                                                                     | 41° 56′ 19″ N, 2° 48′ 23″ E / 41.9384811510327°N,2.80648358188161°E                |                                                      |                                | Modifica les dades a Wikidata |
|        | Can Manel de Ferro   | Fornells de la Selva | masia            |                                                                     | 41° 54′ 54″ N, 2° 47′ 41″ E / 41.9150248606719°N,2.79459223727471°E                |                                                      |                                | Modifica les dades a Wikidata |
|        | Can Masacs           | Fornells de la Selva | masia            |                                                                     | 41° 56′ 26″ N, 2° 48′ 38″ E / 41.9405687002894°N,2.8106753679609°E                 |                                                      |                                | Modifica les dades a Wikidata |
|        | Can Peio             | Fornells de la Selva | masia            |                                                                     | 41° 56′ 01″ N, 2° 48′ 37″ E / 41.9336149371288°N,2.81034613021736°E                |                                                      |                                | Modifica les dades a Wikidata |
|        | Can Pep Vermell      | Fornells de la Selva | masia            |                                                                     | 41° 56′ 18″ N, 2° 48′ 37″ E / 41.9383976045574°N,2.81039227558908°E                |                                                      |                                | Modifica les dades a Wikidata |
|        | Can Pere Antoni      | Fornells de la Selva | masia            |                                                                     | 41° 55′ 23″ N, 2° 49′ 54″ E / 41.9230563235093°N,2.83174807670097°E                |                                                      |                                | Modifica les dades a Wikidata |
|        | Can Perella          | Fornells de la Selva | masia            |                                                                     | 41° 56′ 16″ N, 2° 48′ 10″ E / 41.9376552596845°N,2.80279481613337°E                |                                                      |                                | Modifica les dades a Wikidata |
|        | Can Pinet            | Fornells de la Selva | masia            |                                                                     | 41° 55′ 53″ N, 2° 49′ 42″ E / 41.9313104540961°N,2.82831291031134°E                |                                                      |                                | Modifica les dades a Wikidata |
|        | Can Pinyerol         | Fornells de la Selva | masia            |                                                                     | 41° 56′ 28″ N, 2° 48′ 36″ E / 41.9410630333527°N,2.81004659889099°E                |                                                      |                                | Modifica les dades a Wikidata |
|        | Can Pla              | Fornells de la Selva | masia            |                                                                     | 41° 55′ 46″ N, 2° 49′ 47″ E / 41.929372°N,2.829805°E                               | bé integrant del patrimoni cultural català           |                                | Modifica les dades a Wikidata |
|        | Can Plentis          | Fornells de la Selva | masia            |                                                                     | 41° 56′ 12″ N, 2° 48′ 16″ E / 41.9366942033692°N,2.80435387404875°E                |                                                      |                                | Modifica les dades a Wikidata |
|        | Can Reset            | Fornells de la Selva | masia            | Estil: arquitectura popular                                         | 41° 54′ 52″ N, 2° 49′ 12″ E / 41.914451°N,2.820005°E                               | bé integrant del patrimoni cultural català           |                                | Modifica les dades a Wikidata |
|        | Can Rigau            | Fornells de la Selva | masia            |                                                                     | 41° 55′ 25″ N, 2° 50′ 02″ E / 41.9237260531241°N,2.83396541747465°E                |                                                      |                                | Modifica les dades a Wikidata |
|        | Can Salvà            | Fornells de la Selva | masia            |                                                                     | 41° 55′ 05″ N, 2° 48′ 51″ E / 41.9180934574245°N,2.81414252510074°E                |                                                      |                                | Modifica les dades a Wikidata |
|        | Can Solenc           | Fornells de la Selva | masia            |                                                                     | 41° 54′ 42″ N, 2° 47′ 59″ E / 41.9116386005968°N,2.79986040363747°E                |                                                      |                                | Modifica les dades a Wikidata |
|        | Can Toni Manescal    | Fornells de la Selva | masia            |                                                                     | 41° 55′ 26″ N, 2° 49′ 47″ E / 41.9238909823339°N,2.82973180399581°E                |                                                      |                                | Modifica les dades a Wikidata |
|        | Can Torroella        | Fornells de la Selva | masia            |                                                                     | 41° 56′ 35″ N, 2° 48′ 00″ E / 41.9430454362794°N,2.79997936766889°E                |                                                      |                                | Modifica les dades a Wikidata |
|        | Can Xervià           | Fornells de la Selva | masia            |                                                                     | 41° 56′ 02″ N, 2° 48′ 05″ E / 41.9337619053664°N,2.80138346824198°E                |                                                      |                                | Modifica les dades a Wikidata |
|        | Can Xiberta          | Fornells de la Selva | masia            |                                                                     | 41° 55′ 05″ N, 2° 48′ 43″ E / 41.918085990221°N,2.8119582975121°E                  |                                                      |                                | Modifica les dades a Wikidata |
|        | Can Xuclà            | Fornells de la Selva | masia            |                                                                     | 41° 56′ 01″ N, 2° 48′ 05″ E / 41.933500585334°N,2.8013119059707°E                  |                                                      |                                | Modifica les dades a Wikidata |
|        | Casa Groga           | Fornells de la Selva | masia            |                                                                     | 41° 56′ 49″ N, 2° 48′ 17″ E / 41.9468722340595°N,2.80458818127922°E                |                                                      |                                | Modifica les dades a Wikidata |
|        | Mas Cardoneda        | Fornells de la Selva | masia            |                                                                     | 41° 55′ 13″ N, 2° 47′ 50″ E / 41.9203616725332°N,2.79728855345503°E                |                                                      |                                | Modifica les dades a Wikidata |
|        | Mas Cases            | Fornells de la Selva | masia            |                                                                     | 41° 56′ 27″ N, 2° 48′ 50″ E / 41.9408622004639°N,2.81390753243148°E                |                                                      |                                | Modifica les dades a Wikidata |
|        | Mas Macià            | Fornells de la Selva | masia            |                                                                     | 41° 55′ 43″ N, 2° 48′ 31″ E / 41.9285591410838°N,2.80853985910051°E                |                                                      |                                | Modifica les dades a Wikidata |
|        | Mas Mallorquinet     | Fornells de la Selva | masia            | Estil: arquitectura popular                                         | 41° 55′ 21″ N, 2° 49′ 38″ E / 41.922573°N,2.827278°E 106 msnm                      | bé integrant del patrimoni cultural català           |                                | Modifica les dades a Wikidata |
|        | Mas Pont             | Fornells de la Selva | masia            |                                                                     | 41° 56′ 14″ N, 2° 48′ 43″ E / 41.9372383367282°N,2.81197594567236°E                |                                                      |                                | Modifica les dades a Wikidata |
|        | Mas Pou              | Fornells de la Selva | masia            | Estil: historicisme arquitectònic arquitectura popular 16th century | 41° 55′ 27″ N, 2° 49′ 29″ E / 41.924154°N,2.824645°E ca:A 1,5 km del nucli 93 msnm | bé integrant del patrimoni cultural català           | Mas Pou (Fornells de la Selva) | Modifica les dades a Wikidata |
|        | Mas Rodella          | Fornells de la Selva | masia            |                                                                     | 41° 55′ 58″ N, 2° 47′ 38″ E / 41.9326500147256°N,2.7939687840478°E                 |                                                      |                                | Modifica les dades a Wikidata |
|        | Mas Roders           | Fornells de la Selva | masia            | Estil: arquitectura popular                                         | 41° 56′ 16″ N, 2° 47′ 42″ E / 41.937667°N,2.795083°E 119 msnm                      | bé integrant del patrimoni cultural català           |                                | Modifica les dades a Wikidata |
|        | Mas Salvans          | Fornells de la Selva | masia            |                                                                     | 41° 55′ 05″ N, 2° 47′ 35″ E / 41.9180575563144°N,2.7931474608033°E                 |                                                      |                                | Modifica les dades a Wikidata |
|        | Mas Seva             | Fornells de la Selva | masia            |                                                                     | 41° 56′ 12″ N, 2° 48′ 01″ E / 41.9367410561417°N,2.80018000993032°E                |                                                      |                                | Modifica les dades a Wikidata |
|        | Mas Tomas            | Fornells de la Selva | masia            | Estil: arquitectura popular                                         | 41° 55′ 15″ N, 2° 50′ 00″ E / 41.920848°N,2.833271°E 112 msnm                      | bé integrant del patrimoni cultural català           |                                | Modifica les dades a Wikidata |
|        | Mas Xacó             | Fornells de la Selva | masia            |                                                                     | 41° 55′ 01″ N, 2° 48′ 25″ E / 41.9170190060417°N,2.80707903155913°E                |                                                      |                                | Modifica les dades a Wikidata |
|        | Mas el Castell Vell  | Fornells de la Selva | masia            |                                                                     | 41° 55′ 34″ N, 2° 48′ 09″ E / 41.9262341980234°N,2.80251641153237°E                |                                                      |                                | Modifica les dades a Wikidata |
|        | Torre de Bac         | Fornells de la Selva | masia casa forta | Estil: arquitectura popular                                         | 41° 56′ 29″ N, 2° 47′ 52″ E / 41.941436°N,2.797702°E 126 msnm                      | bé d'interès cultural bé cultural d'interès nacional | Torre de Bac                   | Modifica les dades a Wikidata |
|        | Torre de Fornells    | Fornells de la Selva | masia            |                                                                     | 41° 54′ 58″ N, 2° 47′ 38″ E / 41.9162304892642°N,2.79387689551202°E                |                                                      |                                | Modifica les dades a Wikidata |
|        | Torre de Garriga     | Fornells de la Selva | masia            |                                                                     | 41° 56′ 39″ N, 2° 48′ 20″ E / 41.9441086313592°N,2.80545317598189°E                |                                                      |                                | Modifica les dades a Wikidata |
|        | Torre de Gornal      | Fornells de la Selva | masia            |                                                                     | 41° 55′ 46″ N, 2° 49′ 48″ E / 41.9294307012217°N,2.8301030382407°E                 |                                                      |                                | Modifica les dades a Wikidata |
|        | Torre del Governador | Fornells de la Selva | masia            |                                                                     | 41° 56′ 04″ N, 2° 48′ 38″ E / 41.9343627539744°N,2.81050072510032°E                |                                                      |                                | Modifica les dades a Wikidata |
|        | el Molí              | Fornells de la Selva | masia            |                                                                     | 41° 55′ 43″ N, 2° 48′ 57″ E / 41.9286881639044°N,2.81583653606733°E 87 msnm        |                                                      |                                | Modifica les dades a Wikidata |
|        | la Casa Nova         | Fornells de la Selva | masia            |                                                                     | 41° 55′ 34″ N, 2° 49′ 32″ E / 41.9261634067588°N,2.8255406690598°E                 |                                                      |                                | Modifica les dades a Wikidata |
|        | la Muga              | Fornells de la Selva | masia            |                                                                     | 41° 54′ 56″ N, 2° 49′ 37″ E / 41.9155284598389°N,2.82690815984961°E                |                                                      |                                | Modifica les dades a Wikidata |
|        | la Muga Nova         | Fornells de la Selva | masia            |                                                                     | 41° 56′ 24″ N, 2° 47′ 52″ E / 41.9399072362451°N,2.79778157766472°E                |                                                      |                                | Modifica les dades a Wikidata |
|        | la Torre d'Estrac    | Fornells de la Selva | masia casa forta | Estil: arquitectura popular                                         | 41° 55′ 11″ N, 2° 49′ 07″ E / 41.919655°N,2.818538°E                               | bé d'interès cultural bé cultural d'interès nacional |                                | Modifica les dades a Wikidata |

## polígon industrial
| imatge | Nom                               | Ubicat a             | instància de       | Detalls | coordenades                                                         | Protecció | Commons (més fotos) | Dades a WD                    |
| ------ | --------------------------------- | -------------------- | ------------------ | ------- | ------------------------------------------------------------------- | --------- | ------------------- | ----------------------------- |
|        | Polígon industrial Pla de la Seva | Fornells de la Selva | polígon industrial |         | 41° 56′ 12″ N, 2° 47′ 52″ E / 41.9365478603047°N,2.79786456681128°E |           |                     | Modifica les dades a Wikidata |
|        | la Zona Industrial                | Fornells de la Selva | polígon industrial |         | 41° 56′ 00″ N, 2° 47′ 59″ E / 41.933209434853°N,2.79962411393005°E  |           |                     | Modifica les dades a Wikidata |

## Misc
| imatge | Nom                                       | Ubicat a                                | instància de           | Detalls                                    | coordenades                                                            | Protecció | Commons (més fotos)                | Dades a WD                    |
| ------ | ----------------------------------------- | --------------------------------------- | ---------------------- | ------------------------------------------ | ---------------------------------------------------------------------- | --------- | ---------------------------------- | ----------------------------- |
|        | Estació de Fornells de la Selva           | Fornells de la Selva                    | estació de ferrocarril |                                            | 41° 56′ 06″ N, 2° 48′ 35″ E / 41.935027777777776°N,2.80975°E 1085 msnm |           | Fornells de la Selva train station | Modifica les dades a Wikidata |
|        | Granja d'en Besalú                        | Fornells de la Selva                    | granja                 |                                            | 41° 55′ 28″ N, 2° 50′ 12″ E / 41.924324561782°N,2.8367980692857°E      |           |                                    | Modifica les dades a Wikidata |
|        | Onyar                                     | província de Girona Comarques gironines | curs d'aigua           | Desemboca: Ter Llarg: 34km Conca: 340.9km² | 41° 58′ 14″ N, 2° 50′ 22″ E / 41.970555555556°N,2.8394444444444°E      |           | Onyar                              | Modifica les dades a Wikidata |
|        | Pas d'en Pou                              | Fornells de la Selva                    | pont                   |                                            | 41° 55′ 45″ N, 2° 49′ 17″ E / 41.9291020813512°N,2.82128707087573°E    |           |                                    | Modifica les dades a Wikidata |
|        | casa consistorial de Fornells de la Selva | Fornells de la Selva                    | casa consistorial      |                                            | 41° 56′ 05″ N, 2° 48′ 37″ E / 41.9346376°N,2.8103426°E                 |           |                                    | Modifica les dades a Wikidata |